# Villa Paradiso (Neapel)

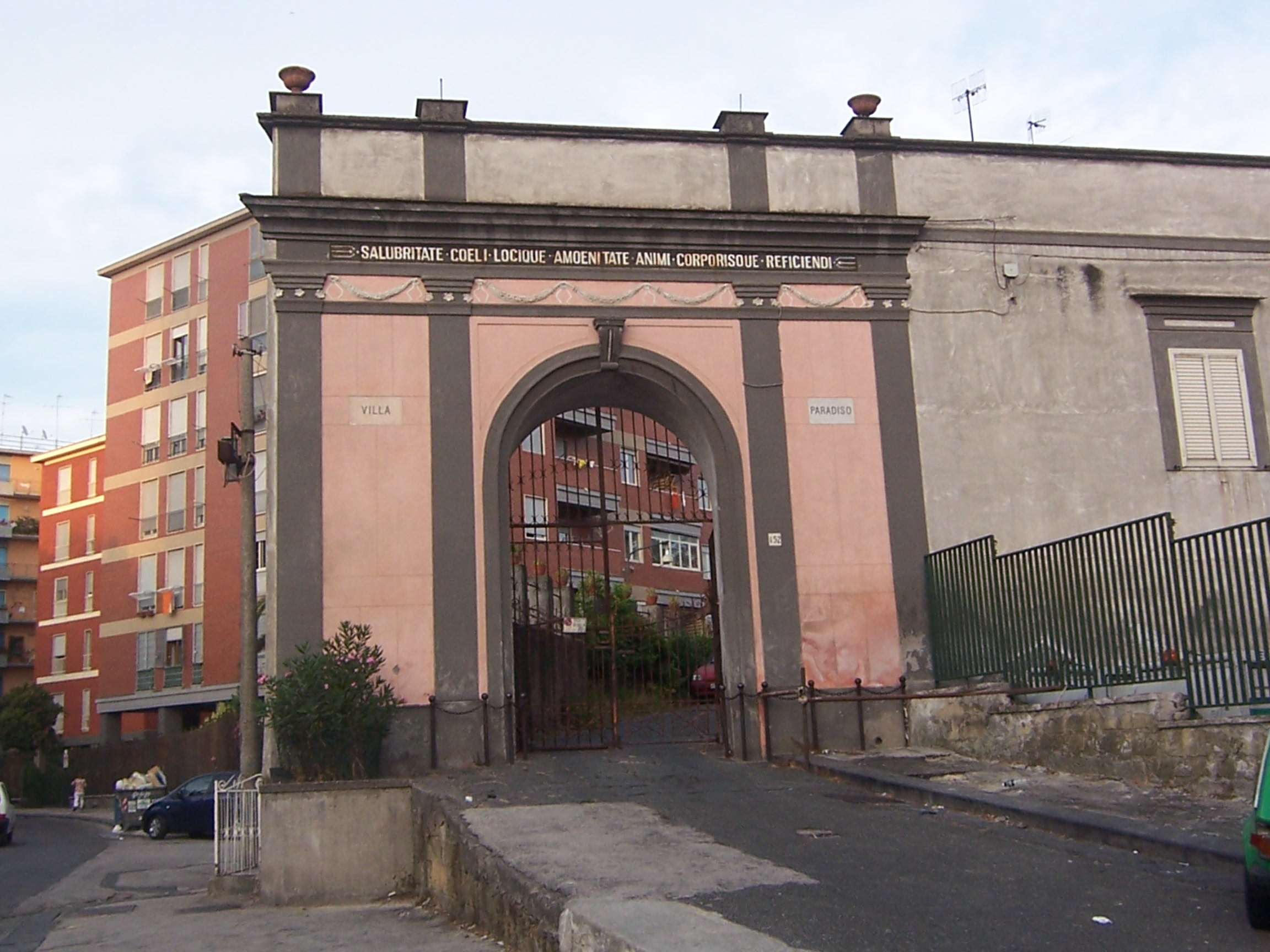
Villa Paradiso in Neapel: Eingang.

Die Villa Paradiso ist ein Landhaus aus 1900er-Jahren im Viertel Arenella von Neapel in der italienischen Region Kampanien. Sie liegt in der Via Antonino d’Antona, 38.

## Geschichte und Beschreibung
Die Villa entstand in den ersten Jahren des 20. Jahrhunderts aus der Vereinigung zweier älterer Anwesen, der Villa Romeo aus dem 18. Jahrhundert und der Villa Ruffo di Scilla aus dem 19. Jahrhundert. Die Vereinigung der beiden Anwesen und der Bau der heutigen Villa Paradiso im klassizistischen Stil ist dem Kavalier Enrico Paradiso aus Potenza geschuldet. Das Anwesen befand sich ursprünglich am Ende der Salita Montedonzelli all’Arenella, heute Via Castellino genannt.
Der obere Teil des Gartens, der die Kapelle aus dem 19. Jahrhundert (entweiht und 1923 auf Bitten der Töchter des Kavaliers Paradiso von Kardinal Ruffo erneut geweiht), einen Brunnen und einige Taubenhäuser enthält, entkam der Grundstücksspekulation und blieb unverändert. Dagegen wurden im unteren Teil des Gartens ein wissenschaftliches Gymnasium und ein Wohnpark errichtet.
Laut einigen Quellen soll es in dem Teil des Anwesens, der früher die Villa Romeo war, noch einen Saal geben, der 1704 von Luca Giordano mit einem Fresko ausgemalt wurde. Auf dem Gewölbefresko sind Musen zu sehen, die Apollon krönen.